# G.M.C. Balayogi
G.M.C. Balayogi var en indisk politiker. Han var talman i Lok Sabha från 1998 och omkom 2002 i en flygolycka.